# 6569 Ондатже
6569 Ондатже (6569 Ondaatje) — астероїд головного поясу, відкритий 22 червня 1993 року.
Тіссеранів параметр щодо Юпітера — 4,206.